# Villa Romana del Casale

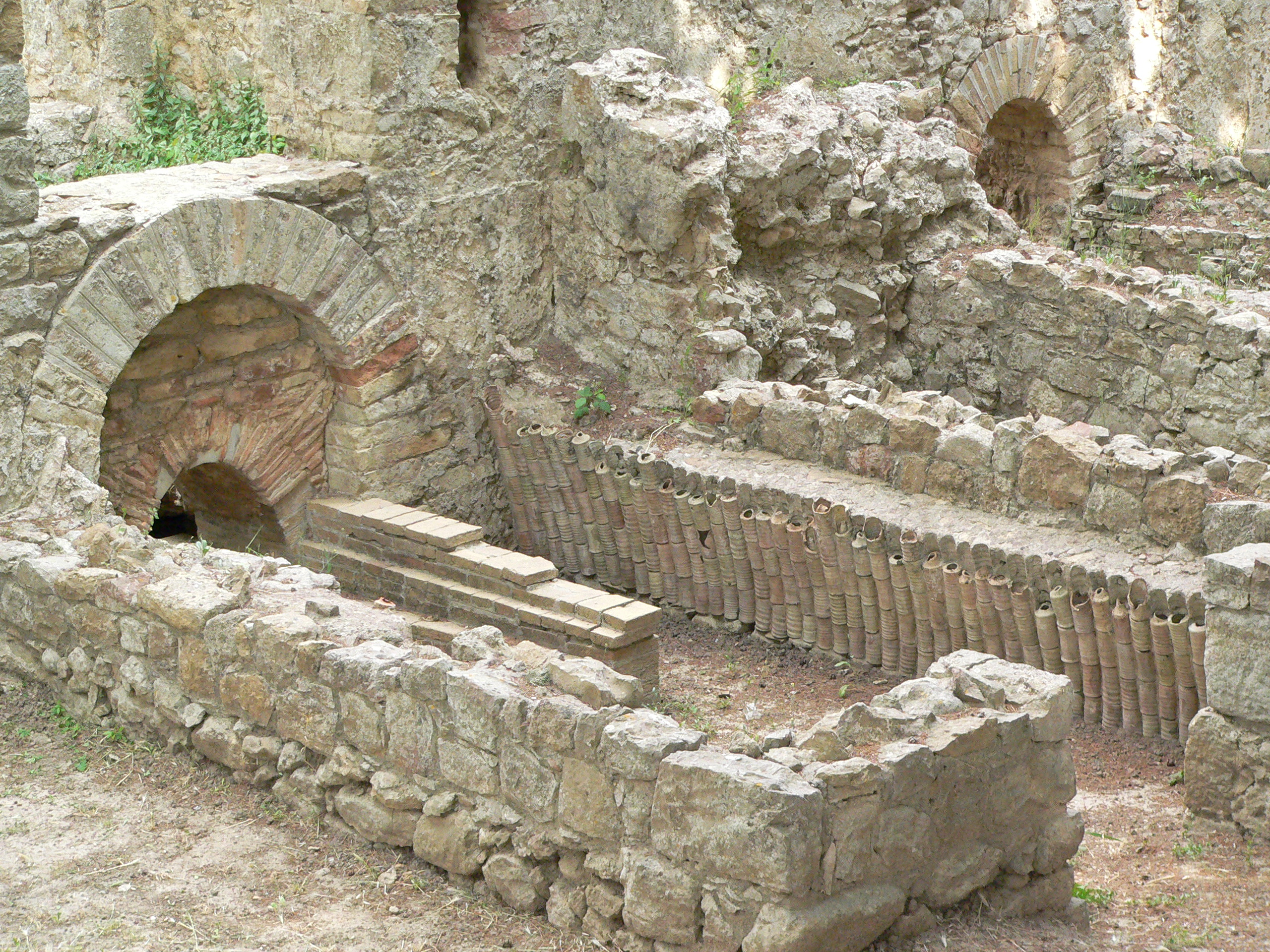
Hệ thống tắm hơi.

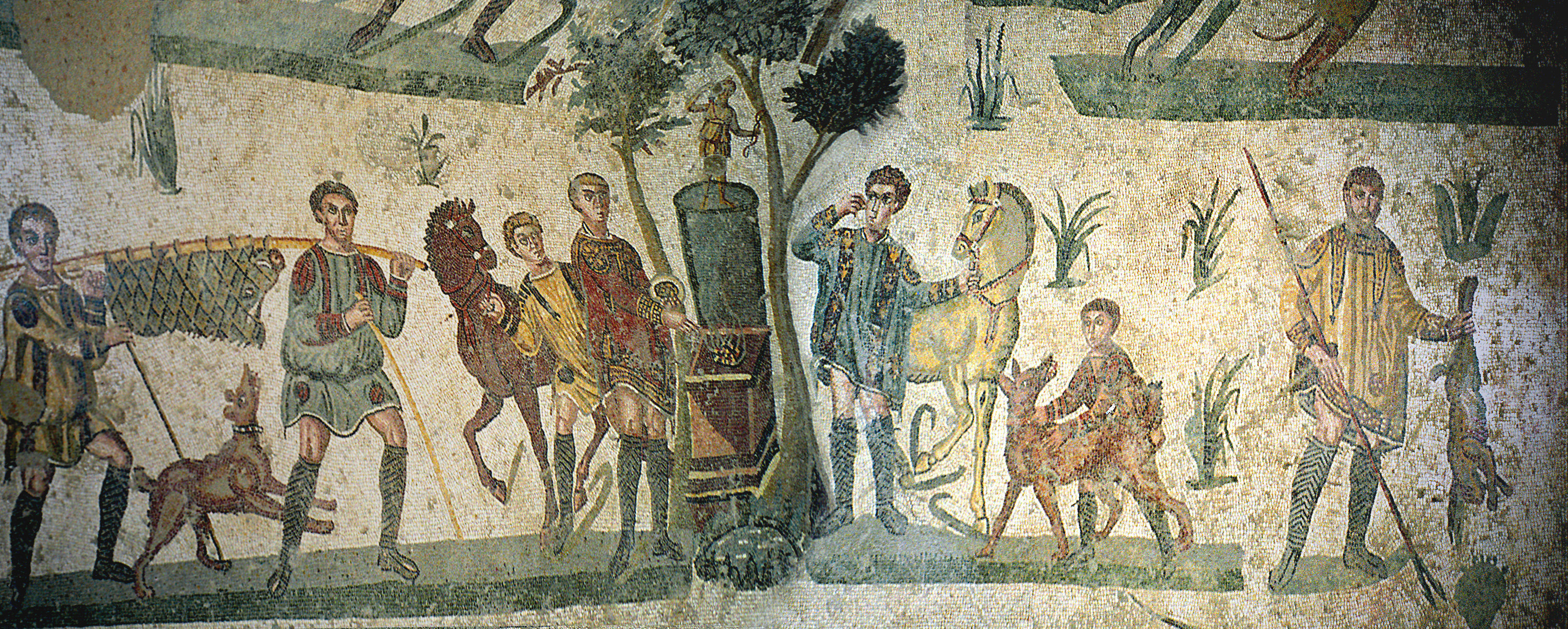
The Little Hunt

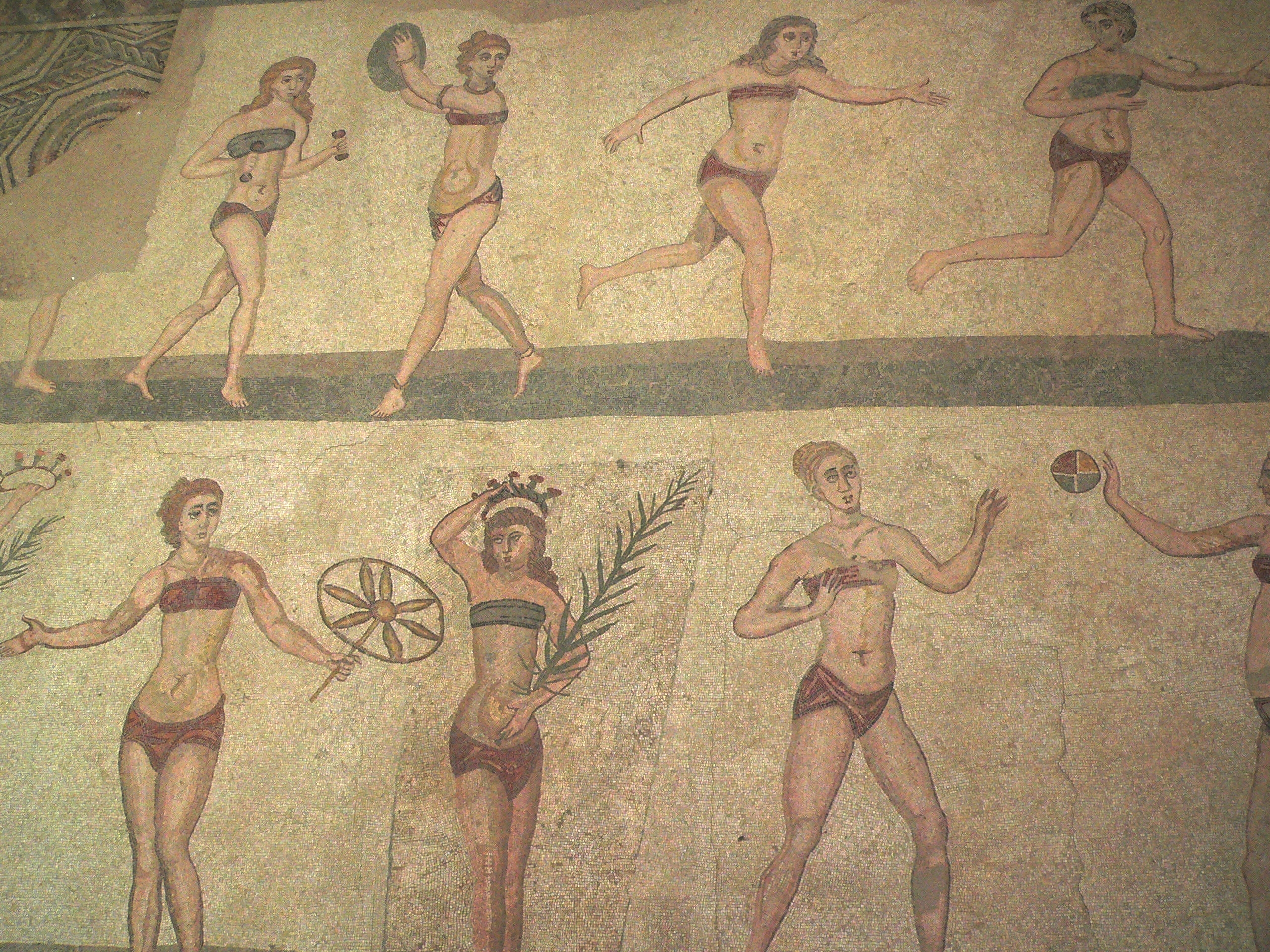
The "bikini girls" mosaic, với những người phụ nữ chơi thể thao.

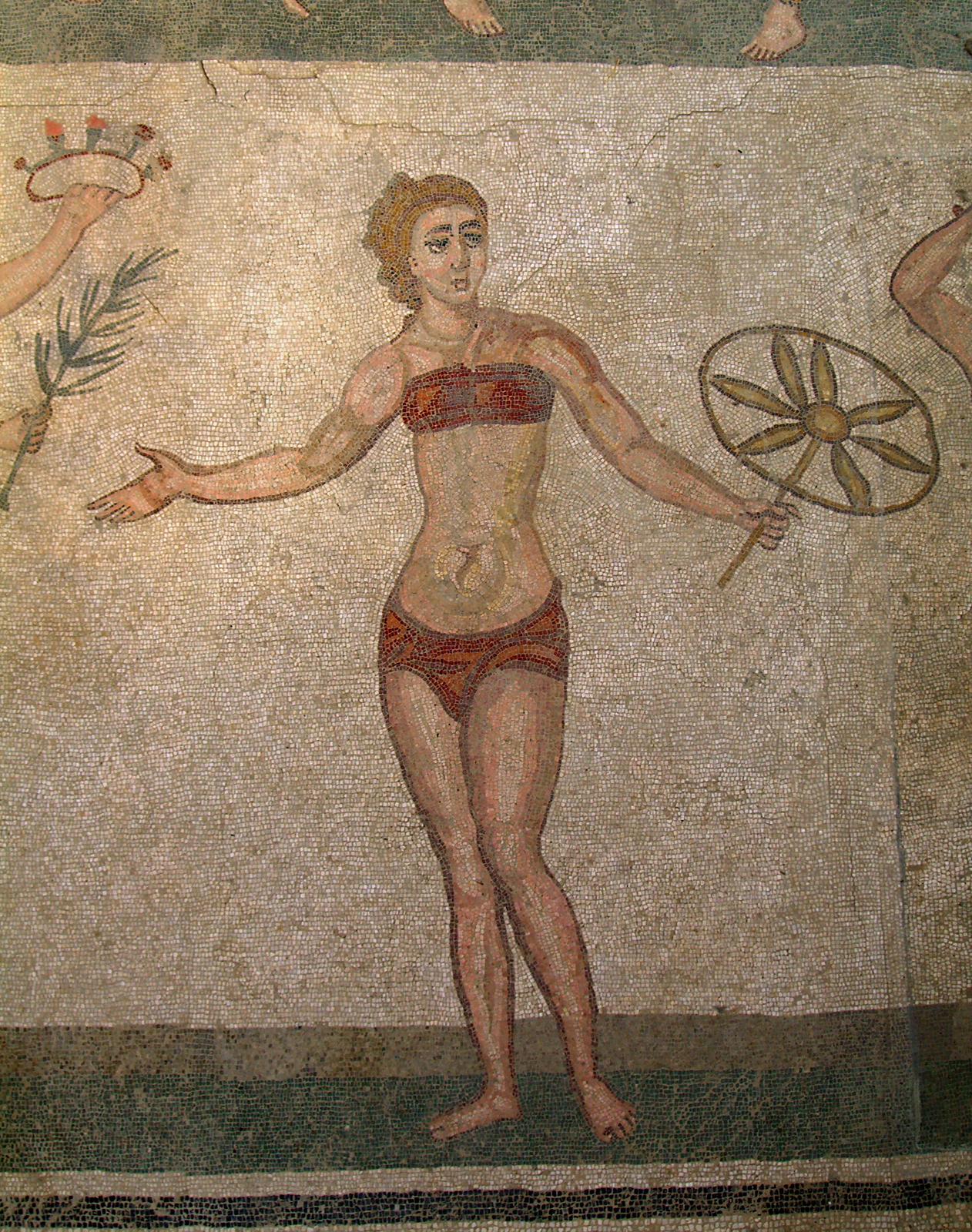
Chi tiết của "bikini girls" mosaic.

Villa Romana del Casale (tiếng Sicilia: Villa Rumana dû Casali) là một cung điện hoặc dinh thự La Mã nằm cách Piazza Armerina khoảng 3 km, Sicilia, phía nam Ý. Các cuộc khai quật đã tiết lộ một trong những bộ sưu tập khảm La Mã Mosaic phong phú, đa dạng và lớn nhất trên thế giới. Nó đã được UNESCO công nhận là Di sản thế giới từ năm 1997. Dinh thự và các tác phẩm nghệ thuật tại đây có niên đại từ một phần tư đầu thế kỷ 4 sau CN.
Các bức tranh khảm và nghệ thuật Opus sectile có diện tích 3.500 mét vuông và được bảo tồn gần như nguyên vẹn do lũ lụt và lở đất đã lấp và bao phủ cả trong và ngoài dinh thự này. Không những chỉ trong các căn phòng mà còn ở bức tường bên ngoài cũng có một bộ sưu tập các bức bích họa tuyệt vời khác.